# La vida en calçotets
La vida en calçotets (títol original en francès, La Vie en slip) és una sèrie d'animació francobelga de 52 episodis d'11 minuts de durada, produïda per Nicolas Le Nevé dins d'Studio RedFrog. Està desenvolupada per Canal+ i s'emet a Canal+ Kids des del 29 d'agost de 2022. Està inspirada en la tira còmica homònima, estrenada l'any 2006 i creada per Steve Baker. S'ha doblat al català pel canal SX3.

## Sinopsi
Ens trobem al poble de Bamboche durant les vacances d'estiu. Seguim la història de tres nens menors d'onze anys: en Jean-Paul Farte, en Pedro Spinouza i l'Issa Delouze. Volen semblar els més collonuts davant dels seus companys quan comencin a l'escola. I no els serà fàcil. Malgrat les seves idees cada cop més inventives, els tres amics cometent un error rere l'altre.

## Repartiment original
- Issa: Tom Hudson
- Pedro: Emmanuel Garijo
- Jipé: Antoine Schoumsky
- Simone: Dorothée Pousseo
- Wagner: Jhon Rachid
- Zoé: Claire Baradat
- MC Posey: Kamini